# Josep Minguell i Cardenyes
Josep Minguell i Cardenyes (Tàrrega, 1959) és un pintor dedicat a la pintura mural al fresc, en grans espais arquitectònics. Interpreta aquesta tècnica mil·lenària amb criteris contemporànis per tal de integrar la pintura en els edificis, interpretar grans temàtiques i fer de l'espectador el protagonista visual de les seves obres pictòriques.
Ha combinat la seva trajectòria artística, reflectida en 36 grans conjunts de murals, amb l'estudi i recerca de la tradició tècnica i conceptual de la pintura al fresc. També a la difusió i coneixement en l'àmbit acadèmic i universitari.
És doctor en belles arts per la Universitat de Barcelona i la seva tesi es titula Pintura mural al fresc, les estratègies dels pintors.
Prové d'una familia de pintors, i s'inicià en la pintura al fresc al taller del seu pare Jaume Minguell i Miret.

## Biografia
Després dels estudis a la Facultat de Belles Arts es dedica a diverses pràctiques artístiques i participa en la creació d'esdeveniments artístics com la Fira del Teatre al Carrer i la Fira de l'escultura al carrer de Tàrrega (1981). Aquestes iniciatives tenen com a comú denominador la connexió entre la creació artística i el públic, i la intervenció en els espais urbans.
Fins a l'any 1995 exposa en diverses galeries i mostres a Catalunya, Espanya, França i Itàlia. Pintures en gran format que se situen en el context de la transvanguardia per a evolucionar acp a l'abstracció orgànica. A partir d'aquest any s'orienta a la pintura mural al fresc en grans espais arquitectònic i segueix la tradició familiar i l'aprenentatge rebut del seu pare Jaume Minguell i Miret.
Fins a l'actualitat ha pintat 38 conjunts de pintura mural al fresc', entre els quals destaquen l'escala i façana de la Diputació de Lleida, església de Santa Maria de l'Alba, església de Sant Joan de Reus, Facultat de Medicina de la UdL, Residència Carrara (Itàlia), església de l'Espluga Calba. La majoria del projectes han anat acompanyats de l'exposició pública de tot el material artístic preparatori.
Ha dut a terme una tarca de recerca i de difusió técnica i conceptual de la pintura mural al fresc, reflectida en la tesi doctoral defensada en la Universitat de Barcelona (2009) i la publicació d'una versió de la mateixa sota el títol de Pintura mural al fresco, estrategias de los pintores.
Ha realitzat activitat docent a Accademia de Belle Arti di Carrara (2006), Lezio magistralis a la Accademia di Belle Arti di Firenze (2009, 2010), Universitat de Barcelona (2010), Universidad Complutense de Madrid (2009), direcció i docència durant 10 anys del curs d'estiu de pintura mural de la Universitat de Lleida, master de restauració de pintura mural a la Universitat Politècnica de València (2008, 2009, 2010, 2011). Seminari a Hawaii Manoa University (2010). Beca anual per a la redacció de material de pedagogia de l'art del Departament d'Educació de la Generalitat (2009-2010).

## Pintura mural
«No existe nada que pueda tomar el lugar del fresco en la pintura mural, porque el fresco no es una pared pintada sino que es una pintura que es una pared».
La contundent i apassionada definició de Diego Rivera ens mostra una premissa fonamental per interpretar la pintura al fresc: és part material i conceptual del mur.
Aquesta tècnica pictòrica forma una unitat física amb les superfícies arquitectòniques perquè aplica pigments dissolts en aigua sobre el morter de calç encara fresc del lliscat que culmina la construcció dels murs.
La calç que conté el morter fixa els pigments en la superfície per un procés de carbonatació de l'hidròxid de calci. Aquest procés s'inicia quan la calç entra en contacte amb el diòxid de carboni de l'aire. El suport de la pintura al fresc és el mur i l'estuc de carbonat de calci, és la mateixa amb el qual s'ha construït.
Els murals al fresc assoleixen funcions que també corresponen a l'arquitectura dels edificis i participen del seu efecte espacial. Atenent diversos models de construccions, els murals protegeixen, envolten, delimiten i creen espais, superen les dimensions humanes, condueixen cap a altres espais i també atorguen un aspecte visual a les superfícies de l'arquitectura. Aquestes funcions defineixen una pràctica artística singular en la qual destaquen les següents característiques:
La pintura al fresc forma part dels edificis i no es pot desplaçar de l'espai on ha estat creada.
- L'espectador l'ha d'observar en el seu lloc, amb les sensacions de l'arquitectura que la confegeix. L'espectador és el protagonista que focalitza tota la creació pictòrica. Aquesta experiència directa és difícil de substituir amb els recursos de la virtualitat.
- Es treballa a partir d'un projecte i s'executa en jornades. L'artista actua directament sobre els murs. El procediment no dona gaires opcions a rectificar.
- Es fa habitualment per encàrrec i no és objecte de compravenda.[2]

### Execució
El pintor necessita imaginar mentalment l'obra ben resolta; ho fa amb un projecte ben pensat i elaborat que dona respostes concretes a qüestions formals, conceptuals i estratègiques. El pintor el pot establir com una compilació de criteris (esbossos, maquetes, càlculs i gràfics) o bé com una definició visual molt precisa tal com recomanaven els mestres barrocs. Tot dependrà de la manera de concebre l'obra i de treballar. Ens trobem davant d'un singular i complex procés creatiu: l'artista pensa una pintura, la prepara i la construeix mentalment a l'espera de l'execució del fresc.
La plasmació del projecte al mur pot seguir diverses tècniques: sinòpia, quadrícula, carta lúcida, cartó, projectors, etc. Cada una d'aquestes tècniques esdevé una nova oportunitat per considerar el dibuix i fer-lo evolucionar.
El següent pas és l'execució del mural, activitat que culmina la llarga gestació de la pintura i es desenvolupa amb tensió i ritme. El pintor té l'opció d'actuar segons les diverses branques de la tècnica de la pintura al fresc, pinta en el moment de lliscar el mur i ateny la construcció. Tot està pautat i marcat pel breu període en què la calç del lliscat comença a prendre i a carbonatar-se.

### Fases
El pintor segueix un ritme temporal molt estricte, determinat per les condicions de treball. Les tasques preparatòries que s'han de realitzar cada dia converteixen l'acció pictòrica en un moment difícil d'assolir, que culmina en el breu temps de l'òptim fraguat del morter de calç.

Una altra característica singular de la pintura al fresc és l'ús del color pigment dissolt únicament en aigua o en aigua de calç. La percepció és molt singular, ja que el pigment queda fixat en la superfície del mur per l'acció de la calç, i crea un efecte mat i de màxima saturació del color.

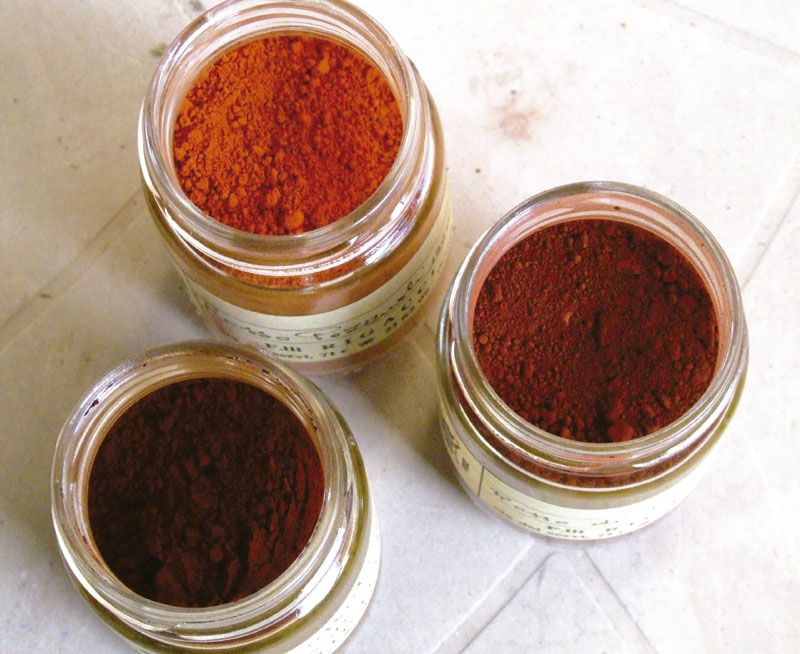
Pigments
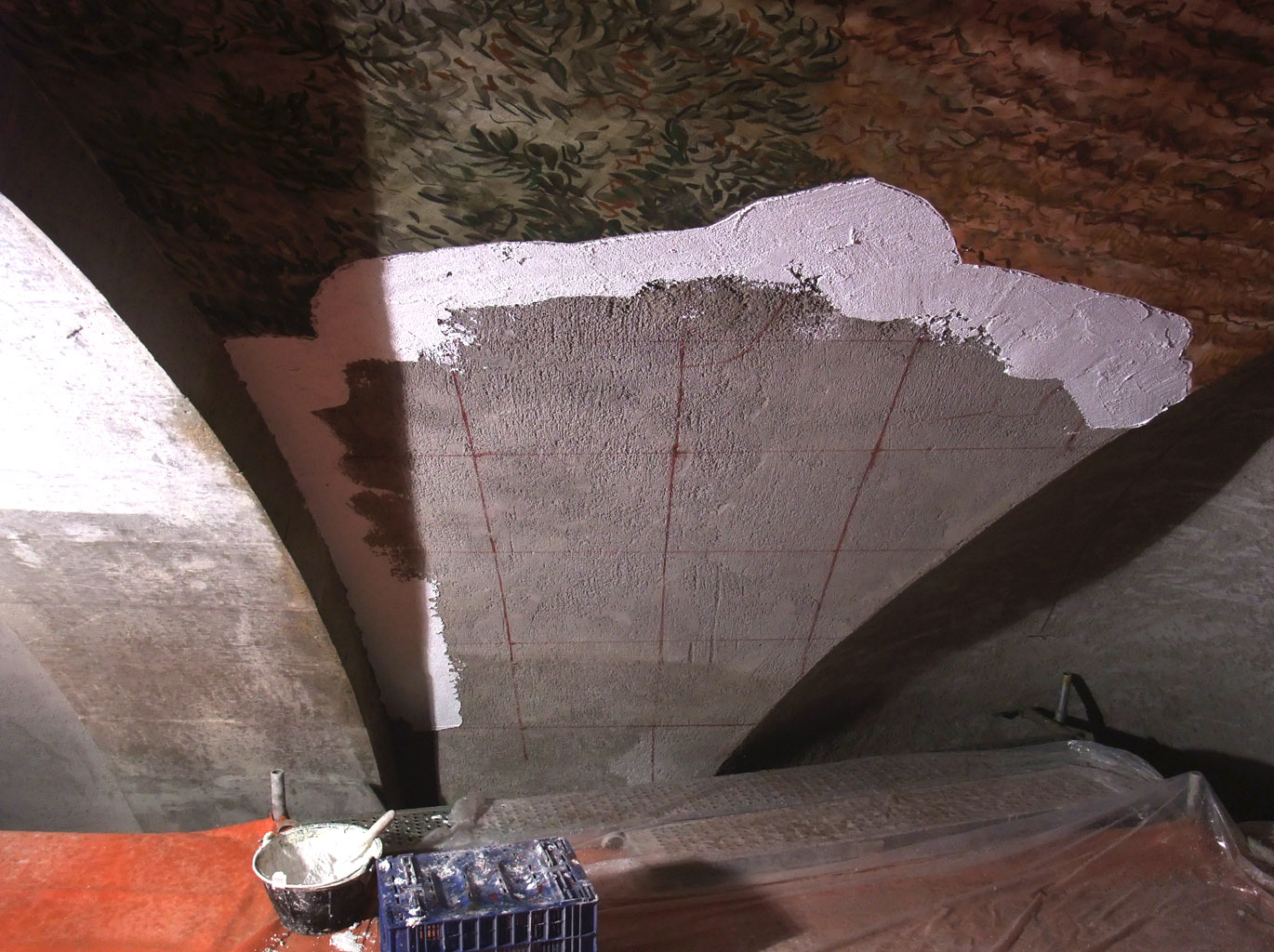
Raspar la paret el mur
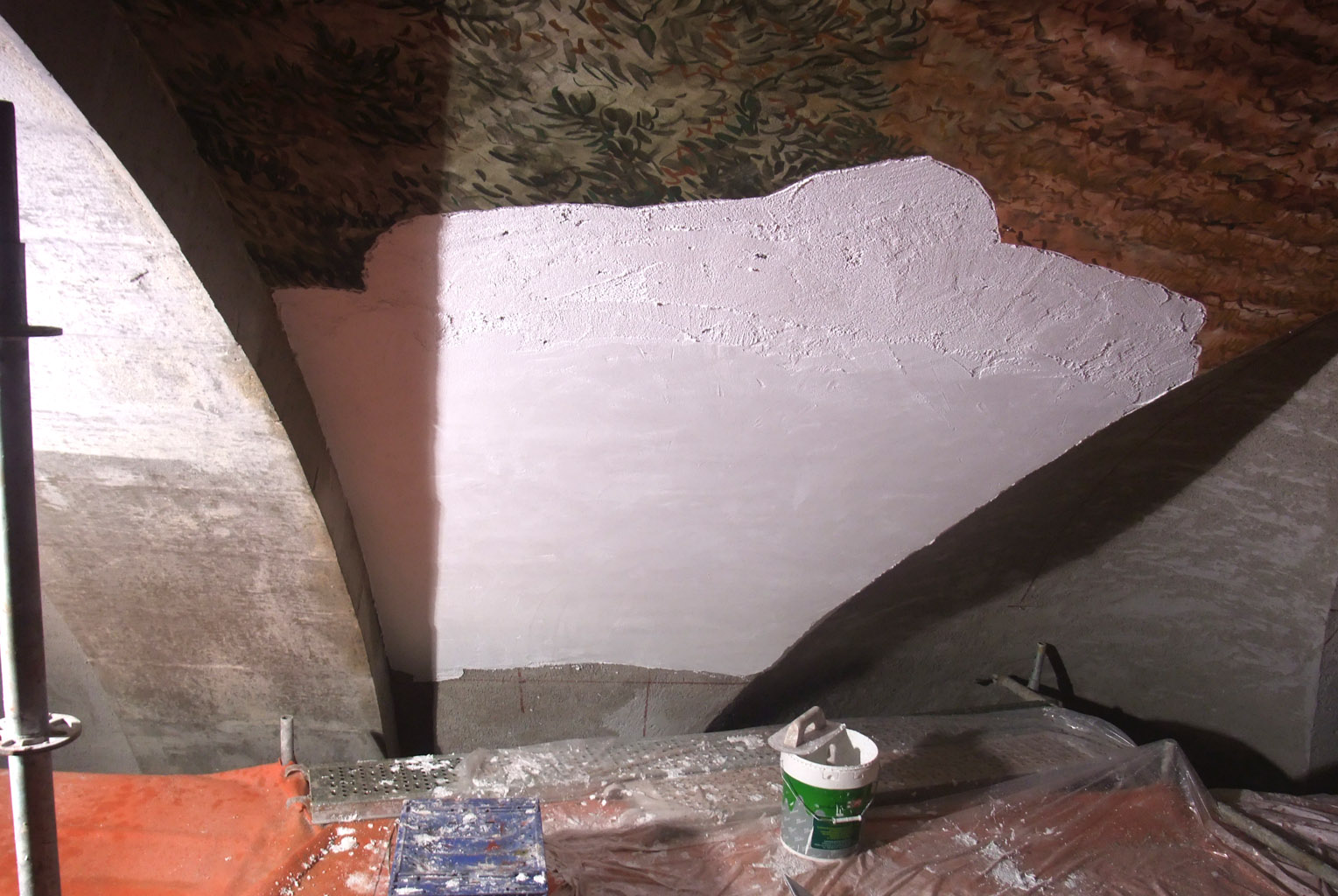
Estesa del morter de calç sobre el mur
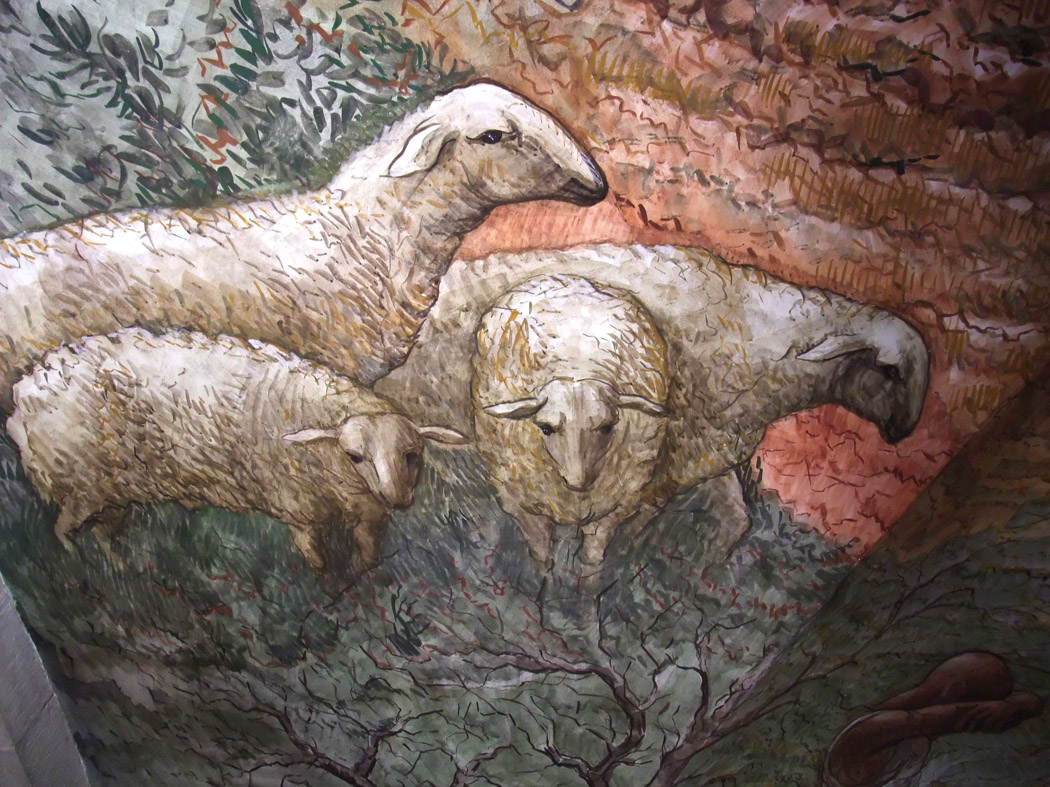
Pintura mural finalitzada

## Projectes destacats

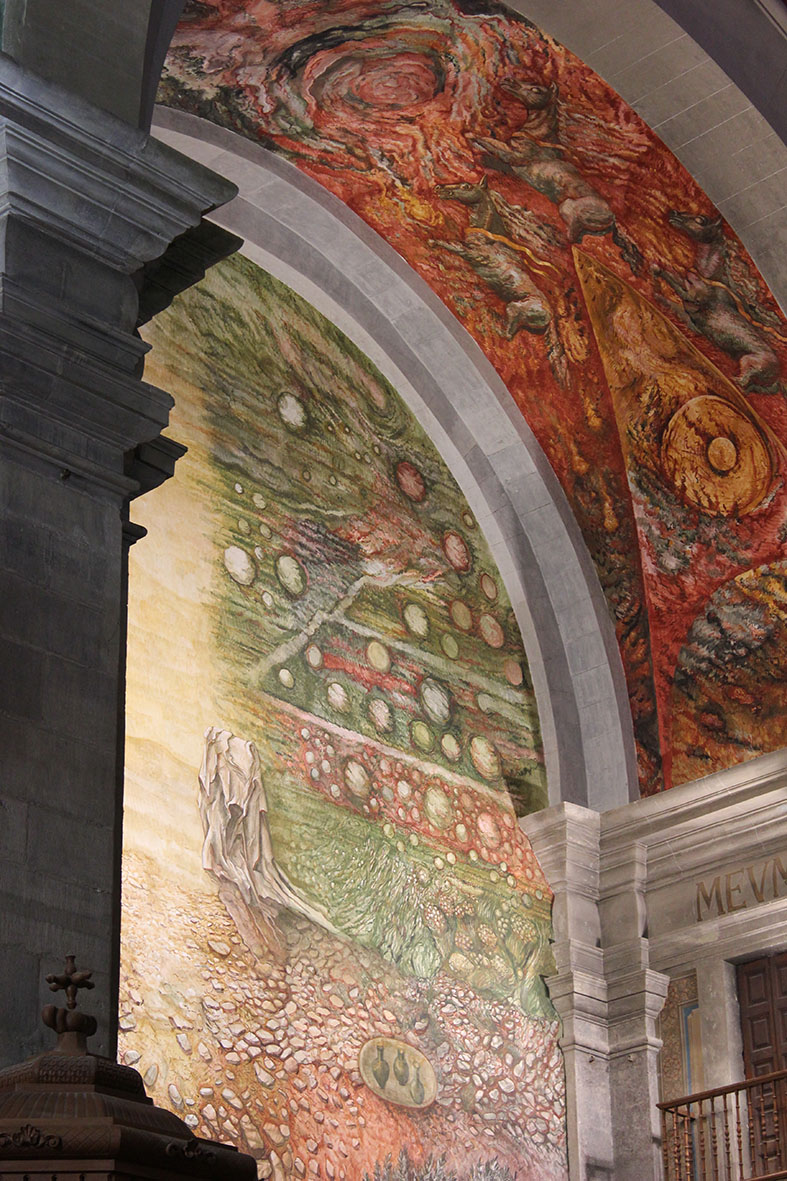
Mural Resurrectio de Santa Maria de l'Alba, Tàrrega.

### Santa Maria de l'Alba, Tàrrega.

#### Edifici i antecedents
Església parroquial d'estil barroc classicista projectada per Fra Josep de la Concepció. Aquesta parròquia es troba al nucli antic de la ciutat, a la Plaça Major de Tàrrega. Durant l'època medieval es va construir una primera església la qual es va perdre en el període romànic (s.xii - xiii). Van intervindre dos arquitectes més que varen ser Gaspar Roca i Josep Serradell. Hi ha testimonis que afirmen la internveció d'un altre arquitecte, Fra Jaume Ribot, amb alguns canvis en el disseny original. Al llarg del s.XVIII es va iniciar un projecte d'ampliació en el que es va construir la Capella dels Dolors.

#### Projecte

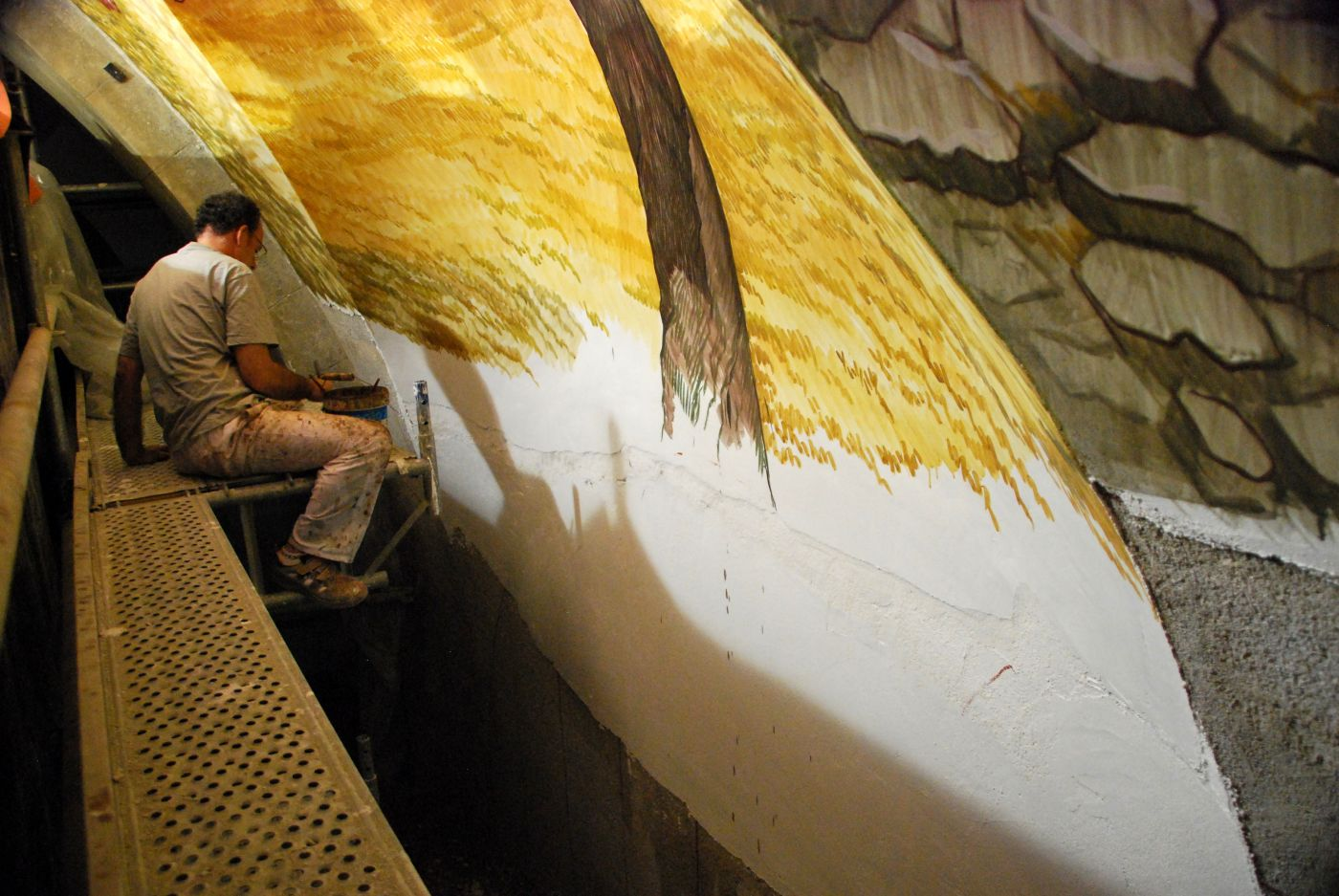
L'artista Josep Minguell realitzant una pintura mural al fresc. Santa Maria de l'Alba, Tàrrega.

La intervenció pictòrica es va dur a terme del 2004 al 2011. El primer projecte va ser el Mur Resurrectio, situat a la banda esquerra del transsepte, que ocupa una superfície de 180 m² (mur i volta de la part superior). Després es va dur a terme el Mur Nativitas, situada a la banda dreta del transsepte, també ocupa una superfície de 180 m² (mur i volta). Per acabar, va realitzar els murals de la volta de la nau central de la parròquia, amb un total de 400 m². Tots aquests murals es van realitzar amb la tècnica de pintura al fresc.

#### Temàtica del projecte
El Mur Resurrectio mostra la interpretació de la resurecció de Crist, amb la llosa al terra, els tres guardes perplexos, els sudaris i l'olivera amb un paisatge primaveral. En la volta es mostra l'escena de Jonàs i el monstre marí, a l'esquerra; i Elíes i el carro de foc, a l'esquerra.

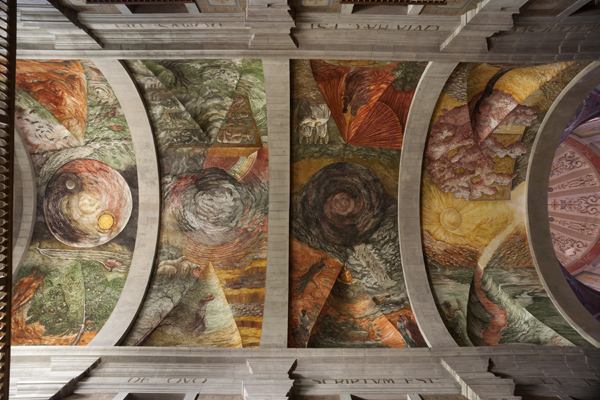
Voltes de la nau central, Santa Maria de l'Alba. Tàrrega.

El Mur Nativitas mostra la interpretació del naixement de Crist. La Verge davant el bressol, Sant Josep amb la vara florida, l'adoració dels Reis Mags oferint or, escens i mirra dins d'un paisatge hivernal. En la volta hi ha Sant Joan Baptista que clama al desert mentre s'alimenta de llagostes i mel, a la dreta; el profeta Isaïes purificant-se els llavis amb la brasa, juntament amb els serafins.
En les voltes de la nau central, des de la porta fins a la nau del transsepte (d'esquerra a dreta de la imatge), els dos primers frescos formen part del primer projecte anomenat Liber Genesis, on es representa la volta de la Creació amb la creació dels animals, l'Univers i Adan i Eva; l'altra representa el Diluvi Universal i Caín i Abel. La tercera volta representa Els patriarques, Abraham i Sara al Mambré, el Sacrifici d'Isaac i el somni de Jacob. En l'última volta trobem el Sol Càntic de Zacaries amb Moises separant les aigües del Mar Roig, i l'arbre de Jessé.

### Sant Joan Baptista de Reus

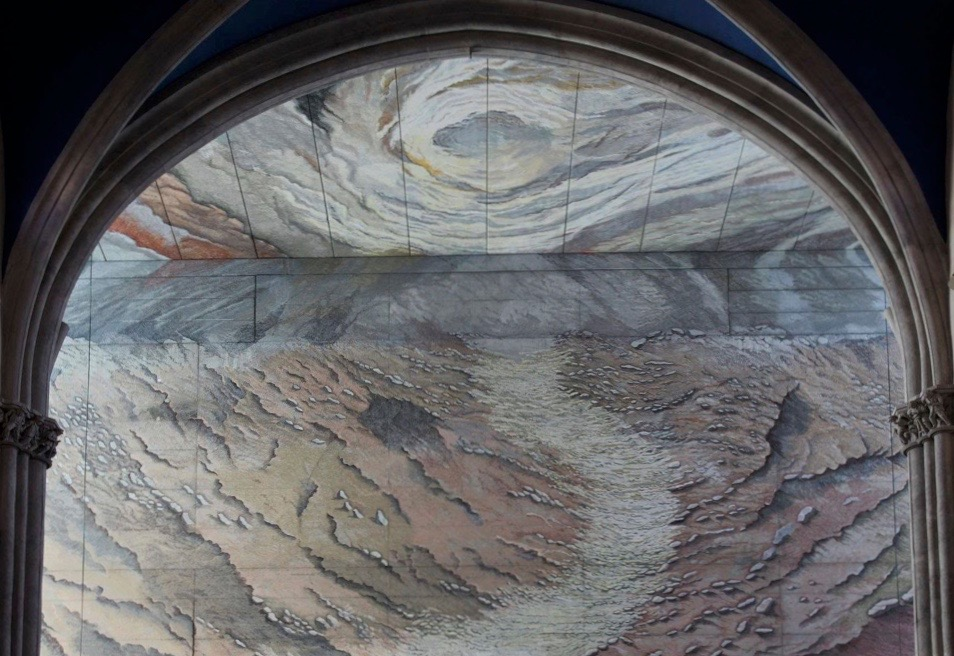
Pintura mural al silicat realitzada. Sant Joan Baptista, Reus.

#### Edifici i projecte
D'estil neogòtic i projectat per Pere Caselles i Tarrats. Se celebrà la primera missa l'any 1932. Ha sofert diverses restauracions: després de ser incendiada durant la Guerra Civil, després de 1990 on s'edifica l'actual prebiteri de formigó i la restauración integral en 2013.
Intervenció pictòrica al mur i sostre de formigó del prebiteri, amb la finalitat de convertir el mur en part integrant del temple neogòtic. Transformar el mur de formigó en un fons que acompanyi l'espiritualitat del temple fonamentada en Sant Joan Baptista. la superfície que ocupa el mur és de 342,8 m², i el sostre ocupa una superficie total de 113,3 m². La culminació de tot el projecte ocupa un total de 456,1 m².

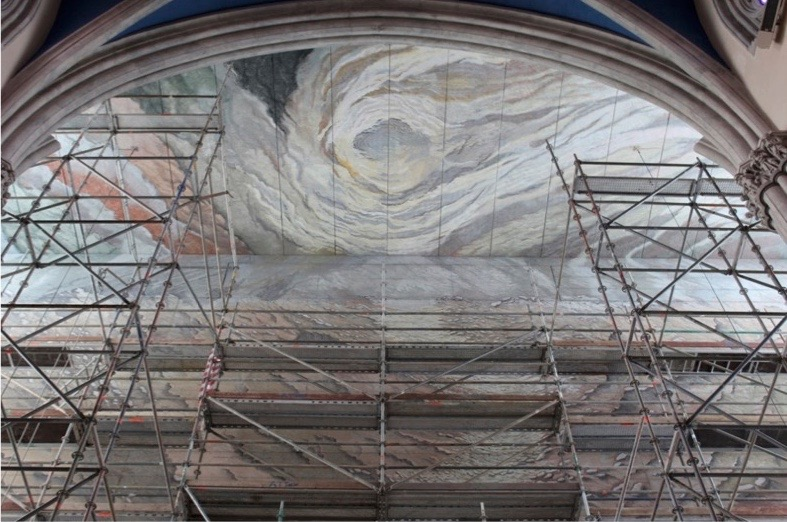
Pintura mural de Sant Joan Baptista en procés. Reus.

#### Pintura al silicat
La pintura de silicat és una pintura mineral amb aglutinant de silicat potàsic. El principi que sustenta aquesta tècnica es basa en la unió mineral insoluble de la pintura amb el soport mineral, a través d'una reacció química coneguda com a silificació o petrificació.
A diferencia de les pintures lligades amb resines, no forma pel·lícula superficial. La transpirabilitat - o permeabilitat al vapor d'aigua - de la pintura de silicat equival a la del soport sobre el que s'aplica. Els pigments a emprar poden ser els mateixos de la paleta de la pintura al fresc.

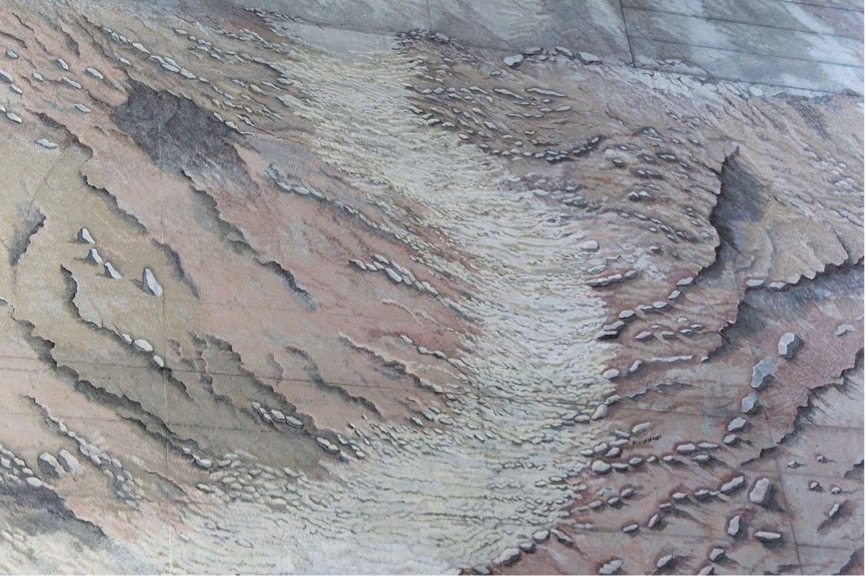
Detall de la pintura mural. Reus.

#### Temàtica del projecte
Interpretació del desert com a context de la figura de Sant Joan Baptista.
El gran mur del fons que complementa el retaule representa el desert, lloc de trànsit i de sol·litud. Després de la nit de Pasqua comença el llarg camí de llibertat del Poble de Dèu, trànsit pel desert amb l'esperança de la terra promesa. El desert és també el lloc escollit pel Baptista per atansar-se a Déu i cridar a la conversió. Sant Joan aplana els camins de Senyor, per aquest motiu el camí lluminós que domina la composició pretén mostrar l'esperança enmig del silènci del desert i en les nostres vides.

### Llistat de totes les obres de pintura mural
1. Mural al fresc a la capella del Santíssim a l'església de Santa Coloma de Queralt (2020-21).[7]
2. Mural al fresc a l'ermita de Sant Eloi de Tàrrega (2020).[7]
3. Inici del projecte a l'església de Sant Joan Despí (2016).
4. Sant Joan Baptista, Reus (2015 - 2016)
5. Mural a la presó d'Almacelles, Segrià (2015).
6. Mural al vestíbul de l'Ajuntament de Tàrrega, Tàrrega 1714 (2014).
7. Murals a l'absis de l'església de Fondarella, Pla d'Urgell (2014).
8. Mural al baptisteri de l'església de Mont-roig del Camp, Tarragona (2014).
9. Mural a una casa particular a Tamariu, Costa Brava (2012).
10. Cicle pictòric a Santa Maria de l'Alba, Tàrrega. (2004 - 2011).
11. Conjunt de murals al hall de l'edifici d'enginyeria al Polígon Industrial de la Canaleta, Tàrrega (2010).
12. Reinterpretació del mural al hall de l'Hospital Arnau de Vilanova, Lleida (2010).
13. Pintura mural al fresc a l'Ajuntament d'Almacelles, Segrià (2009).
14. Mural al fresc a l'ermita de la Bovera, Guimerà (2008).
15. Murals al fresc a la façana de la Diputació de Lleida, Lleida (2007).
16. Mural al fresc a l'església de l'Espluga Calba, les Garrigues (2006).
17. Mural al fresc a la casa di riposo de Carrara, Itàlia (2006).
18. Murals de formigo a les façanes dels pisos de l'Avinguda Agustí Ros d'Agramunt, Urgell (2006).
19. Murals al fresc al Centre d'Observació de l'Univers d'Àger, la Noguera (2004).
20. Mural al fresc en casa particular a Sant Cerni (2004).
21. Mural al fresc a la façana del Centre d'Interpretació del Romànic dins el curs "Pintura mural:Art i funció", a Erill la Vall, Vall de Boí (2004).
22. Murals al fresc a l'Església Parroquial de l'Espluga Calba, les Garrigues (2003).
23. Murals al vestíbul de l'empresa prefabricats Pujol a Mollerussa, Pla d'Urgell (2002).
24. Murals al fresc a l'escala del Palau de la Diputació de Lleida, Lleida (2002).
25. Mural al fresc al Vestíbul de l'Hospital Universitari Arnau de Vilanova de Lleida, Lleida (2002).
26. Murals a INTERTRAUBE a Piera, l'Anoia (2001).
27. Mural al fresc a la seu del presbiteri de l'església dels Alamús, Segrià (2001).
28. Realització de pintures a l'escala del Centre Mèdic de Mollerussa, Pla d'Urgell (2001).
29. Pintura mural en casa particular a Gavà, Barcelona (2000).
30. Pintura mural col·lectiu elaborat en trencadís a l'Associació Alba de Tàrrega, Urgell (2000).
31. Conjunt de murals al fresc al col·legi Sant Andreu de Badalona, Barcelona (2000).
32. Pintures murals al vestíbul del Teatre Ateneu de Tàrrega, Urgell (1999).
33. Pintura mural a la volta de biblioteca particular al carrer Montcada de Barcelona (1999).
34. Pintures murals entorn a la “Història de la Medicina” a la Facultat de Medicina de la Universitat de Lleida, Lleida (1999).
35. Pintures murals a la Capella dels Dolors de l'Església Parroquial de Bellpuig, Urgell (1997).
36. Pintures murals a la redacció del diari “Segre”a Lleida (1997).
37. Murals a la Capella del Santíssim de l'Església Parroquial de l'Espluga Calba, les Garrigues (1996).
38. Mural al vestíbul del Col·legi d'Aparelladors a Lleida (1996).
39. Mural a la Biblioteca de Bellpuig, Urgell (1995).
40. Murals a l'Església de Cellers, Pallars Jussà (1995).